# 斯特里普特山
63°40′S 57°53′W / 63.667°S 57.883°W
斯特里普特山（英語：Striped Hill）是南極洲的山丘，位於葛拉漢地的特里尼蒂半島南岸，海拔高度90米，由英國探險隊命名和繪入地圖，現時由南極條約體系管理。